# NGC 7182
NGC 7182 est une galaxie spirale intermédiaire située dans la constellation du Verseau. Sa vitesse par rapport au fond diffus cosmologique est de 7 681 ± 32 km/s, ce qui correspond à une distance de Hubble de 113,3 ± 8,0 Mpc (∼370 millions d'al). NGC 7182 a été découverte par l'astronome allemand Albert Marth en 1864.
La classification de galaxie lenticulaire par les bases de données NASA/IPAC et HyperLeda provient d'images de pauvre qualité. L'image du relevé SDSS montre clairement la présence de bras spiraux. Aussi, la classification de spirale intermédiaire semble mieux décrire cette galaxie.
Selon la base de données Simbad, NGC 7182 est une galaxie active de type Seyfert 2
À ce jour, une mesure non basée sur le décalage vers le rouge (redshift) donne une distance d'environ 108,000 Mpc (∼352 millions d'al). Cette valeur est à l'intérieur des valeurs de la distance de Hubble.